# 러브 아즈 칼
러브 아즈 칼(Love Aaj Kal)은 인도에서 제작된 임티아즈 알리 감독의 2009년 드라마 영화이다. 사이프 알리 칸 등이 주연으로 출연하였고 사이프 알리 칸 등이 제작에 참여하였다.

## 출연

### 주연
- 사이프 알리 칸
- 디피카 파두콘

### 조연
- 리시 카푸르
- 라훌 칸나
- 비르 다스
- 만디 시두
- 파군 타크라르
- 마누쉬카 키스티
- 사가르 아리아
- 돌리 아흘루왈리아
- 라젠드라나스 줏시
- 리숀 알렉산더
- 케빈 데데스
- 아이사 마고메도브
- 케니언 페이지
- 니투 싱
- 제레미아 터너
- 재커리 컬벗슨

## 제작진
- 미술: 테디 모리아
- 의상: 돌리 아흘루왈리아
- 의상: 아나이타 슈로프